# Euskaltel-Euskadi/Saison 2008
Diese Liste beschreibt die Erfolge und den Kader des Radsportteams Euskaltel Euskadi in der Saison 2008.

## Erfolge in der UCI ProTour
Bei den Rennen der UCI ProTour im Jahr 2008 gelangen dem Team nachstehende Erfolge.
| Datum    | Rennen                   | Fahrer     |
| -------- | ------------------------ | ---------- |
| 15. Juni | 2. Etappe Tour de Suisse | Igor Antón |

## Erfolge in der UCI Europe Tour
Bei den Rennen der UCI Europe Tour im Jahr 2008 gelangen dem Team nachstehende Erfolge.
| Datum      | Rennen                             | Fahrer          |
| ---------- | ---------------------------------- | --------------- |
| 8. März    | 5. Etappe Murcia-Rundfahrt         | Koldo Fernández |
| 28. März   | 5. Etappe Vuelta a Castilla y León | Koldo Fernández |
| 4. Mai     | 2b. Etappe Vuelta a Asturias       | Samuel Sánchez  |
| 7. Juni    | 2. Etappe Euskal Bizikleta         | Koldo Fernández |
| 7. August  | 3. Etappe Burgos-Rundfahrt         | Koldo Fernández |
| 5. Oktober | Tour de Vendée                     | Koldo Fernández |

## Abgänge – Zugänge
| Zugänge                    | Team 2007                          | Abgänge         | Team 2008          |
| -------------------------- | ---------------------------------- | --------------- | ------------------ |
| Josu Agirre                | Orbea-Laukiz F.T.                  | Andoni Aranaga  | unbekannt          |
| Francisco Javier Aramendia | Orbea-Laukiz F.T.                  | Iban Iriondo    | unbekannt          |
| Egoi Martínez              | Discovery Channel Pro Cycling Team | Iban Mayoz      | Karpin Galicia     |
|                            |                                    | Joseba Zubeldia | unbekannt          |
|                            |                                    | Unai Etxebarria | Karriereende       |
|                            |                                    | Unai Uribarri   | Orbea-Oreka S.D.A. |

## Mannschaft 2008
| Name                       | Geburtstag         | Herkunft |
| -------------------------- | ------------------ | -------- |
| Josu Agirre                | 23. Mai 1981       | Spanien  |
| Beñat Albizuri             | 17. Mai 1981       | Spanien  |
| Igor Antón                 | 2. März 1983       | Spanien  |
| Lander Aperribay           | 15. Juni 1982      | Spanien  |
| Francisco Javier Aramendia | 5. Dezember 1986   | Spanien  |
| Mikel Astarloza            | 17. November 1979  | Spanien  |
| Jorge Azanza               | 16. Juni 1982      | Spanien  |
| Jon Bru                    | 18. Oktober 1977   | Spanien  |
| Koldo Fernández            | 13. September 1981 | Spanien  |
| Aitor Galdós               | 9. November 1979   | Spanien  |
| Dionisio Galparsoro        | 13. August 1978    | Spanien  |
| Aitor Hernández            | 24. Januar 1982    | Spanien  |
| Markel Irízar              | 5. Februar 1980    | Spanien  |
| Iñaki Isasi                | 20. April 1977     | Spanien  |
| Andoni Lafuente            | 6. September 1985  | Spanien  |
| Íñigo Landaluze            | 9. Mai 1977        | Spanien  |
| Antton Luengo              | 17. Januar 1981    | Spanien  |
| Egoi Martínez              | 15. Mai 1978       | Spanien  |
| Juan José Oroz             | 11. Juli 1980      | Spanien  |
| Alan Pérez                 | 15. Juli 1982      | Spanien  |
| Rubén Pérez                | 30. Oktober 1981   | Spanien  |
| Samuel Sánchez             | 5. Februar 1978    | Spanien  |
| Amets Txurruka             | 10. November 1982  | Spanien  |
| Iván Velasco               | 7. Februar 1980    | Spanien  |
| Gorka Verdugo              | 4. November 1978   | Spanien  |
| Haimar Zubeldia            | 1. April 1977      | Spanien  |